# Bracon longulus
Bracon longulus är en stekelart som beskrevs av Thomson 1892. Bracon longulus ingår i släktet Bracon och familjen bracksteklar. Arten är reproducerande i Sverige. Inga underarter finns listade.